# Europa postlagernd
Europa postlagernd ist ein deutscher Kriminalfilm von 1918.

## Handlung
Max Landa als Detektiv vereitelt eine Unterschlagung. 

## Hintergrund
Der Film wurde von der Stern-Film GmbH (Berlin) produziert, die Dreharbeiten fanden von April bis Mai 1918 statt. Die Innenaufnahmen entstanden im Bioscop-Atelier in Neubabelsberg. Die Außenaufnahmen wurde in der Nähe der Berliner Weidenbrücke hergestellt. Die Uraufführung fand am 19. Juli 1918 im Tauentzien-Palast in Berlin statt.
Der Film hat eine Länge von vier Akten auf 1644 Metern, ca. 90 Minuten. Die Polizei Berlin belegte ihn im Juni 1918 mit einem Jugendverbot (Nr. 41980).
Regisseur E. A. Dupont gab mit Europa postlagernd sein Regiedebüt, die Bauten entwarf Ernst Stern. 